# 中壢聖蹟亭
中壢聖蹟亭位於桃園市中壢區新街里延平路新街國小校門旁:81，夾在陸橋（現已拆除）與伯公廟的夾縫間。為專供焚燒字紙的惜字亭，目前已停止使用。惜字亭建於道光時期，昭和年間重建為現代的樣貌。建築風格具日治時期融合西洋風的特色，與清治時期所建的其他惜字亭迥異。中壢聖蹟亭2004年被登錄為歷史建築，2014年擴大登錄一旁的伯公廟，合稱「中壢聖蹟亭及東伯公」。
聖蹟亭又名「字紙亭」、「敬字亭」、「惜字亭」或「敬聖樓」等。古時因受教育人口比例低，一般人對文字懷有敬畏之心；而士人可因讀書而獲得更高的社會地位，且書本取得困難，久之產生敬字惜書的習慣:11。故廣泛設立聖蹟亭，雇人蒐集字紙後於聖蹟亭內燃燒，燃燒後的灰燼稱為「聖蹟」:14。「聖蹟」自亭中清出後，以沉香或檀香燻過，再用白紙妥善包好:12，置於倉頡牌位前。每年擇日祭祀後，將灰燼送至水邊或河邊。

## 沿革
中壢於乾隆年間開始開發，先於老街溪東岸形成市區。道光六年（1826年），中壢發生閩粵械鬥，客家人為避禍陸續移居新街溪西岸。八年（1828年），重新規劃街道，稱為「新街」，而舊有的街市則稱為「老街」。十二年（1832年），為保護居民安全，在聚落四周興建土造城牆。同時新街開始成為鍛冶業的中心，一度打鐵舖林立，原聚集於老街的居民與商賈也逐漸遷至新街。:81、82隨著新街的繁榮，文人開始聚集。為祈求金榜題名、助長文風，於新街溪畔建造惜字亭:82。聖蹟亭原位於仁海宮廟埕、橋頭左方沿溪步道20m處一戶民宅後方，昭和七年（1932年）左右因年久失修，重建於現址，伯公廟也大約於此時遷至現址，呈現現今的風貌:82。
惜字亭雖非客家人獨有的建築，卻是客家人「耕讀傳家」的文化代表。客家人多分布於貧瘠的丘陵地，自古生活困苦，唯有靠讀書出仕改善生活，對教育的重視也轉變為對文字的尊重。在客家地區的廟宇中，廟埕皆會設置惜字亭，並如鐘、鼓樓般左右對稱，成為建築格局的一部分:46、47。客家人也習慣在村落邊緣建造惜字亭，同樣情形還可在桃園市龍潭區與屏東縣佳冬鄉等地區看到。

## 建築
中壢聖蹟亭採用中西合璧的建築形式:82。基座為方形，四周圍以洗石子造圍牆，正面有階梯通至亭身:83，基座的地坪及扶手、階梯均有不同程度的毀損，由因毀損裸露的紅磚可得知中壢聖蹟亭使用TR磚。亭身成寶塔狀，以紅磚砌成再外敷洗石子。底層為八邊形，各角邊再加上稜角。中層為四邊形:83，具有大正時期流行的巴洛克雕花:82，四周飾以複雜的線腳，爐口位於正面，呈橢圓形，上下各有類似蝙蝠的裝飾，有祈福的含意。頂層為六邊形，上鐫「聖蹟」兩字:83，採六角鑽尖飛簷:82，中央有花草裝飾的球體:83。亭身三層六邊形、四邊形、八邊形的設計分別代表六合、四像與八卦的概念:82。

## 週邊
中壢仁海宮：位於西南方50m處。:81

## 附註
1. ↑  洗石子屬於人造石的一種，以噴水器將水泥洗去一層，使其露出小石粒；磨石子則是將表面磨光，使小石粒露出[1]:37。兩者皆是將平板的混凝土打成凹凸狀，模仿碎石子的工法。[2]:36
2. ↑  相傳文字由倉頡所創造，故尊稱其為「倉頡聖人」或「倉頡先師」，聖人所創製的文字便被稱為「聖蹟」，故惜字亭常被命名為「聖蹟亭」。[1]:16
3. ↑  TR磚指台灣煉瓦株式會社於大正四年（1915年）開始燒製的紅磚[1]:83，其上有「TR」的凹字，代表「台灣煉瓦」（Taiwan Renga）的羅馬拼音縮寫。[b]並具有利於與水泥結固的網狀表皮。尺寸為23×11×5m。因產於松山，故又稱為「錫口磚」，在當時屬於高級建材。[1]:83